# Kabinett Yoon Suk-yeol
Das Kabinett Yoon Suk-yeol ist die infolge des Sieges von Yoon Suk-yeol bei der südkoreanischen Präsidentenwahl 2022 gebildete Regierung Südkoreas unter Präsident Yoon. Es ist die achte Regierung der sechsten Republik. Vorgänger-Kabinett war das Kabinett Moon Jae-in.
Am 4. April 2025 wurde Präsident Yoon Suk-yoel vom südkoreanischen Verfassungsgericht aus seinem Amt enthoben. Innerhalb von 60 Tagen müssen nun Neuwahlen stattfinden.

## Präsident
| Bild | Bild | Name | Funktion          | Partei      |
| ---- | ---- | --- | ----------------- | ----------- |
|      |      | Yoon Suk-yeol(Abgesetzt am 04. April 2025; zuvor bereits suspendiert seit dem 14. Dezember 2024)          | Präsident         | GHP         |
|      |      | Han Duck-soo (kommissarisch vom 14. Dezember bis 27. Dezember 2024 und vom 24. März 2025 bis 1. Mai 2025) | Interimspräsident | Parteiloser |
|      |      | Choi Sang-mok (kommissarisch vom 27. Dezember 2024 bis 24. März 2025 und vom 1. Mai 2025 bis 2. Mai 2025) | Interimspräsident | Parteiloser |
|      |      | Lee Ju-ho (kommissarisch vom 2. Mai 2025 bis 04. Juni 2025)                                               | Interimspräsident | Parteiloser |

## Premierminister
| Bild | Bild                                                                      | Name                                                                                           | Funktion                        | Partei      |
| ---- | ------------------------------------------------------------------------- | ---------------------------------------------------------------------------------------------- | ------------------------------- | ----------- |
|      | Chung Sye-kyun                                                            | Han Duck-soo (Amt ruhte vom 27. Dezember 2024 bis zum 24. März 2025; Rücktritt am 1. Mai 2025) | Premierminister                 | Parteiloser |
|      | Choi Sang-mok (kommissarisch vom 27. Dezember 2024 bis zum 24. März 2025) | Premierminister (kommissarisch)                                                                | Parteiloser                     |             |
|      |                                                                           | Lee Ju-ho (kommissarisch seit 2. Mai 2025 bis zum 03. Juli 2025)                               | Premierminister (kommissarisch) | Parteiloser |

## Minister
| Bild             | Bild                                                  | Name                                                                               | Funktion                                                              | Partei      |
| ---------------- | ----------------------------------------------------- | ---------------------------------------------------------------------------------- | --------------------------------------------------------------------- | ----------- |
|                  |                                                       | Choo Kyung-ho (bis 28. Dezember 2023)                                              | Vizepremierminister für Wirtschaft Minister für Wirtschaft und Finanz | GHP         |
|                  |                                                       | Choi Sang-mok (29. Dezember 2023 – 1. Mai 2025)                                    | Vizepremierminister für Wirtschaft Minister für Wirtschaft und Finanz | Parteiloser |
|                  |                                                       | Kim Beom-seok (kommissarisch seit 2. Mai 2025)                                     | Vizepremierminister für Wirtschaft Minister für Wirtschaft und Finanz | Parteiloser |
|                  |                                                       | Park Soon-ae (bis 8. August 2022)                                                  | Vizepremierminister für soziale Angelegenheiten Minister für Bildung  | Parteilose  |
|                  | Lee Ju-ho (ab 7. November 2022)                       | Parteiloser                                                                        | Vizepremierminister für soziale Angelegenheiten Minister für Bildung  |             |
|                  | Lee Jong-ho (bis 18. August 2024)                     | Minister für Wissenschaft, Information und Kommunikationstechnologie               | Parteiloser                                                           |             |
|                  | Yoo Sang-im (ab 18. August 2024)                      | Minister für Wissenschaft, Information und Kommunikationstechnologie               | Parteiloser                                                           |             |
|                  | Kang Kyeong-hwa                                       | Park Jin (bis 10. Januar 2024)                                                     | Minister für Äußere Angelegenheiten                                   | GHP         |
|                  |                                                       | Cho Tae-yul (ab 11. Januar 2024)                                                   | Minister für Äußere Angelegenheiten                                   | Parteiloser |
|                  |                                                       | Kwon Young-se (bis 28. Juli 2023)                                                  | Minister für Wiedervereinigung                                        | GHP         |
|                  |                                                       | Kim Yung-ho (ab 31. Juli 2023)                                                     | Minister für Wiedervereinigung                                        | Parteiloser |
|                  | Choo Mi-ae                                            | Han Dong-hoon (bis 21. Dezember 2023)                                              | Minister für Justiz                                                   | Parteiloser |
|                  | Park Sung-jae (ab 20. Februar 2024, bis 4. Juni 2025) |                                                                                    | Minister für Justiz                                                   | Parteiloser |
| Jeong Kyeong-doo | Lee Jong-sup (bis 6. Oktober 2023)                    | Minister für nationale Verteidigung                                                | Parteiloser                                                           |             |
|                  |                                                       | Minister für nationale Verteidigung                                                | Shin Won-sik (bis 9. September 2024)                                  | GHP         |
|                  |                                                       | Minister für nationale Verteidigung                                                | Kim Yong-hyun (bis 5. Dezember 2024)                                  | Parteiloser |
|                  |                                                       | Minister für nationale Verteidigung                                                | Kim Seon-ho (geschäftsführend seit 5. Dezember 2024)                  | Parteiloser |
|                  |                                                       | Lee Sang-min (bis 8. Dezember 2024)                                                | Minister für Inneres und Sicherheit                                   | Parteiloser |
|                  |                                                       | Ko Ki-dong (Vizeminister, geschäftsführend als Minister seit dem 8. Dezember 2024) | Minister für Inneres und Sicherheit                                   | GHP         |
|                  |                                                       | Park Min-shik (5. Juni 2023 bis 25. Dezember 2023)                                 | Minister für Patrioten- und Veteranenangelegenheiten                  | GHP         |
|                  |                                                       | Kang Jung-ai (ab 26. Dezember 2023)                                                | Minister für Patrioten- und Veteranenangelegenheiten                  | Parteiloser |
|                  |                                                       | Park Bo-gyoon (bis 6. Oktober 2023)                                                | Minister für Kultur, Sport und Tourismus                              | Parteiloser |
|                  | Yu In-chon (ab 7. Oktober 2023)                       |                                                                                    | Minister für Kultur, Sport und Tourismus                              | Parteiloser |
|                  | Chung Hwang-keun (bis 28. Dezember 2023)              | Minister für Landwirtschaft, Ernährung und ländlichen Raum                         | Parteiloser                                                           |             |
|                  | Song Mi-ryung (ab 29. Dezember 2023)                  | Minister für Landwirtschaft, Ernährung und ländlichen Raum                         | Parteiloser                                                           |             |
|                  | Lee Chang-yang (bis 19. September 2023)               | Minister für Handel, Industrie und Energie                                         | Parteiloser                                                           |             |
|                  | Bang Moon-kyu (20. September 2023 bis 4. Januar 2024) | Minister für Handel, Industrie und Energie                                         | Parteiloser                                                           |             |
|                  | Ahn Duk-geun (ab 5. Januar 2024)                      | Minister für Handel, Industrie und Energie                                         | Parteiloser                                                           |             |
|                  |                                                       | Cho Kyoo-hong (ab 5. Oktober 2022)                                                 | Minister für Gesundheit und Sozialhilfe                               | Parteiloser |
|                  |                                                       | Han Wha-jin (bis 24. Juli 2024)                                                    | Minister für Umwelt                                                   | Parteiloser |
|                  | Kim Wan-sub (ab 25. Juli 2024)                        |                                                                                    | Minister für Umwelt                                                   | Parteiloser |
|                  | Lee Jeong-sik (bis 29. August 2024)                   | Minister für Beschäftigung und Arbeit                                              | Parteiloser                                                           |             |
|                  |                                                       | Minister für Beschäftigung und Arbeit                                              | Kim Moon-soo (29. August 2024 bis 8. April 2025)                      | GHP         |
|                  |                                                       | Kim Hyun-sook (bis 22. Februar 2024)                                               | Minister für Geschlechtergleichheit und Familie                       | Parteiloser |
|                  |                                                       | Shin Young-sook (ab 22. Februar 2024)                                              | Minister für Geschlechtergleichheit und Familie                       | Parteiloser |
|                  | Kim Hyun-mee                                          | Won-Hee-ryong (bis 22. Dezember 2023)                                              | Minister für Land, Infrastruktur und Transport                        | GHP         |
|                  |                                                       | Park Sang-woo (ab 23. Dezember 2023)                                               | Minister für Land, Infrastruktur und Transport                        | Parteiloser |
|                  | Moon Seong-hyeok                                      | Cho Seung-hwan (bis 28. Dezember 2023)                                             | Minister für Meer und Fischerei                                       | Parteiloser |
|                  | Kang Do-hyung (ab 29. Dezember 2023)                  |                                                                                    | Minister für Meer und Fischerei                                       | Parteiloser |
|                  |                                                       | Lee Young (bis 28. Dezember 2023)                                                  | Minister für Kleine und Mittlere Unternehmen und Startups             | GHP         |
|                  |                                                       | Oh Young-ju (ab 29. Dezember 2023)                                                 | Minister für Kleine und Mittlere Unternehmen und Startups             | Parteiloser |

## Andere Teilnehmer
| Bild | Name                                               | Funktion                                                  | Partei    |
| ---- | -------------------------------------------------- | --------------------------------------------------------- | --------- |
|      | Kim Dae-ki (bis 31. Dezember 2023)                 | Stabschef des Präsidenten                                 | Parteilos |
|      | Lee Kwan-sup (bis 22. April 2024)                  | Stabschef des Präsidenten                                 | Parteilos |
|      | Chung Jin-suk (22. April 2024 bis 1. Januar 2025)  | Stabschef des Präsidenten                                 | GHP       |
|      | Kim Sung-han (bis 29. März 2023)                   | Direktor des Nationalen Sicherheitsbüros                  | Parteilos |
|      | Cho Tae-yong (30. März 2023 bis 31. Dezember 2023) | Direktor des Nationalen Sicherheitsbüros                  | Parteilos |
|      | Chang Ho-jin (ab 1. Januar 2024)                   | Direktor des Nationalen Sicherheitsbüros                  | Parteilos |
|      | Bang Moon-kyu (bis 24. August 2023)                | Minister für Koordinierung der Regierungspolitik          | Parteilos |
|      | Bang Ki-sun (ab 25. August 2023)                   | Minister für Koordinierung der Regierungspolitik          | Parteilos |
|      | Park Min-shik (bis 4. Juni 2023)                   | Minister für Patrioten- und Veteranenangelegenheiten      | GHP       |
|      | Kim Seung-ho                                       | Minister für Personalmanagement                           | Parteilos |
|      | Lee Wan-kyu                                        | Minister für Regierungsgesetzgebung                       | Parteilos |
|      | Oh Yu-kyoung                                       | Minister für Lebensmittel- und Arzneimittelsicherheit     | Parteilos |
|      | Han Ki-jeong (ab 16. September 2022)               | Vorsitzender der Korea Fair Trade Commission              | Parteilos |
|      | Kim Joo-hyun (ab 11. Juli 2022)                    | Vorsitzender der Finanzdienstleistungskommission          | Parteilos |
|      | Joo Young-chang (bis 26. Februar 2024)             | Vizeminister für Wissenschaft, Technologie und Innovation | Parteilos |
|      | Ryu Kwang-jun (ab 26. Februar 2024)                | Vizeminister für Wissenschaft, Technologie und Innovation | Parteilos |
|      | Ahn Duk-geun (bis 3. Januar 2024)                  | Minister für Handel                                       | Parteilos |
|      | Cheong In-kyo (ab 10. Januar 2024)                 | Minister für Handel                                       | Parteilos |
|      | Oh Se-hoon                                         | Bürgermeister von Seoul                                   | GHP       |